# Andrivka (Járkov)
Andrivka (en ucraniano: Андріївка) es un pueblo ucraniano perteneciente al óblast de Járkov. Situado en el noreste del país, es parte del raión de Izium y parte del municipio (hromada) de Donéts.

## Toponimia
El nombre del asentamiento en otros idiomas de importancia local es Andrevka (en ruso: Андреевка).

## Geografía
Andrivka se encuentra en la orilla izquierda del río Donets, 24 km al noroeste de Balaklia y 70 kilómetros al sureste de Járkov.  

## Historia
En 1663, huyendo de la opresión de los señores feudales polacos, llegó aquí un grupo de colonos procedentes de la orilla derecha del río Dniéper. En 1673 el asentamiento se llamó slobodá de Andreeva y, desde 1681, Andrivka. Andrivka fue uno de los puntos fortificados construidos en la frontera sur del Imperio ruso para protegerse contra los ataques de los tártaros de Crimea.
En 1910, durante la construcción del ferrocarril del sur de Donetsk, se construyó la estación Shebelinka cerca de Andrivka, lo que contribuyó al desarrollo del pueblo. Durante la guerra civil rusa, el poder en la región cambió varias veces, pero el 23 de diciembre de 1919 se restableció el poder soviético. Andrivka sufrió el Holodomor (1932-1933), cuyo número de víctimas establecidas es 197 personas. El pueblo recibió el estatus de asentamiento de tipo urbano en 1938.
Durante la Segunda Guerra Mundial, Andrivka estuvo bajo ocupación alemana del 7 de diciembre de 1941 al 9 de febrero de 1943; durante la retirada, las tropas alemanas lo destruyeron por completo. Después del descubrimiento del yacimiento de gas natural en Shebelinskoye en 1960, se construyó aquí la planta de gas y gasolina de Andrivka.
En noviembre de 2017 se produjo en Andrivka una epidemia de hepatitis A que enfermó a 29 personas por el inadecuado mantenimiento de las fuentes de suministro de agua.
Hasta el 18 de julio de 2020, Andrivka fue parte del raión de Balaklia. El raión se abolió en julio de 2020 como parte de la reforma administrativa de Ucrania, que redujo el número de rayones del óblast de Járkiv a siete. El área del raión de Balaklia se fusionó con raión de Izium. En 2023, Andrivka perdió el estatus de asentamiento de tipo urbano debido a la eliminación de este estatus administrativo.
En la invasión rusa de Ucrania, el 9 de marzo de 2022 tuvo lugar un combate entre las tropas ucranianas y rusas en las que el ejército ruso fue derrotado.

## Demografía
La evolución de la población de Andrivka entre 1864 y 2022 fue la siguiente:
| 5159                                                          | 13 000 | 10 619 | 9705 | 9045 | 8967 | 8730 | 8654 | 8372 |
| (Fuente: Cities & Towns of Ukraine y UKRAINE: Größere Städte) |        |        |      |      |      |      |      |      |

## Economía
En 2020, Naftogaz de Ucrania puso en marcha una planta piloto de energía solar con una capacidad de 0,999 MW.

## Infraestructura

### Transporte
Las estaciones de tren de Shebelinka y Andrivka están ubicadas en el asentamiento, siendo parte de la línea ferroviaria que conecta Járkov y Limán a través de Izium. Andrivka tiene acceso por carretera tanto a Járkov como a Izium, a través de Balaklia por la carretera comarcal P-78.